# Miguel González (actor colombiano)
Miguel González (Bogotá, Cundinamarca, Colombia, 14 de marzo de 1988) es un actor de cine y televisión y presentador colombiano.

## Carrera
Miguel González trabajó para Disney Latinoamérica entre 2008 y 2012 en proyectos como el Zapping Zone de Disney Channel que es un programa que veían a diario millones de niños en América Latina, en 2010 fue parte del Elenco de Highway Rodando la Aventura que fue la primera miniserie producida por Disney Channel Latinoamérica. El mismo año salió a la venta el CD con las canciones de la serie que fue número uno en ventas en la República Argentina. El proyecto musical de la serie hizo que su elenco fuera telonero de los Jonas Brothers, Demi Lovato y Camp Rock en Bogotá, Santiago de Chile y Buenos Aires, cómo también dentro de la gira de Selena Gómez, pero esta vez sólo en la capital Argentina.
Arrancó su carrera a los 11 años siendo parte del programa Sin Cédula de Citytv que con un formato innovador fue uno de los programas para niños más vistos en Bogotá. El programa fue galardonado por la UNICEF dentro del Prix Jeunesse Internacional por sus mensajes de inclusión y resolución de conflictos. Miguel trabajo en Citytv entre 1999 y 2003.
Luego de terminar sus estudios de bachillerato en Bogotá en 2004, y posteriormente ingresar a la carrera de Artes Visuales de la Pontificia Universidad Javeriana de la misma ciudad. Le ofrecen participar en una comedia basada en Married with Children, realizada por el Canal Caracol en Colombia. El personaje Willy Rocha, interpretado originalmente por Iván González, tiene que pasar de niño a adolescente, Miguel recibe el personaje de su compañero y lo lleva a cabo desde marzo hasta octubre de 2005. Luego continúa sus estudios universitarios hasta que surge la posibilidad de representar a Colombia en el canal internacional Disney Channel.
Miguel González empezó su carrera a los once años en un programa de televisión en Bogotá llamado Sin Cédula en el canal Citytv. Después apareció en telenovelas, programas y series de televisión como la adaptación colombiana de Casados con hijos de 2005 donde interpretó a Willington Willy Rocha.
Entre 2008 y 2012, Miguel comenzó a ser parte del programa de televisión Zapping Zone, cuando resultó elegido como uno de los nuevos conductores del programa de televisión que fue emitido por Disney Channel. 
En octubre de 2010, Miguel fue protagonista de Highway: Rodando la Aventura junto a sus compañeros Roger González, Clara Alonso, Paulina Holguín, Vanessa Andreu, Dani Martins, Valeria Baroni y Walter Bruno.
En 2010 junto a sus compañeros de Highway: Rodando la Aventura se presentó en Argentina, Chile y su natal Colombia.
El 6 de abril de 2012 concluyó su etapa de conductor en el Zapping Zone.
En 2013 actuó en la obra teatral titulada Morir de amor  de "La maldita vanidad".
En 2013 y 2014 actuó en series de televisión colombianas como Mamá también, Mentiras perfectas y Dulce amor. 
En 2015 viaja junto con la Maldita Vanidad Compañía Teatral a "Madrid", donde presenta la Trilogía "Sobre algunos asuntos de familia" escrita y dirigida por Jorge Hugo Marín en el "Teatro Valle-Inclán" del "Centro Dramático Nacional"

## Filmografía

### Televisión
| Año       | Título                            | Personaje                | Canal                          |                    |
| --------- | --------------------------------- | ------------------------ | ------------------------------ | ------------------ |
| 2025      | Delirio                           | Araña                    | Netflix                        |                    |
| 2024      | Devuélveme la vida                | Rafael                   | Netflix                        | Caracol Televisión |
| 2023      | Ventino: el precio de la gloria   | Mauricio                 |                                | Caracol Televisión |
| 2022      | Pálpito                           | Álvaro                   | Netflix                        |                    |
| 2021      | El Cartel de los Sapos: el origen | Fernando                 | Netflix                        |                    |
| 2019-2022 | Enfermeras                        | Dr. Felipe Mackenzie     | Canal RCN                      |                    |
| 2018-2019 | María Magdalena                   | Apóstol Juan             | Azteca 7                       |                    |
| 2015-2016 | Anónima                           | Joaquín                  | Canal RCN                      |                    |
| 2015-2016 | Dulce amor                        | Ciro                     | Caracol Televisión             |                    |
| 2015      | Laura, la santa colombiana        | Joaquín Arango           | Caracol Televisión             |                    |
| 2013-2014 | Mentiras perfectas                | Nelson                   | Caracol Televisión             |                    |
| 2013-2014 | Mamá también                      | Pascual                  | Canal RCN                      |                    |
| 2010      | Highway: Rodando la Aventura      | Miguel                   | Disney Channel (Latinoamérica) |                    |
| 2005      | Casados con hijos                 | Willington "Willy" Rocha | Caracol Televisión             |                    |

## Reality
| Año       | Título              | Rol                               | Canal                          |
| --------- | ------------------- | --------------------------------- | ------------------------------ |
| 2014-2015 | Los Extraordinarios | Él mismo / Conductor / Realizador | Canal 13                       |
| 2008-2012 | Zapping Zone        | Él mismo / Conductor              | Disney Channel (Latinoamérica) |
| 1999-2004 | Sin Cédula          | Él mismo / Conductor              | Citytv                         |

## Teatro / Giras Nacionales / Giras Internacionales
| Año  | Obra                                               | Personaje        | Compañía                            | Festival                                                  |
| ---- | -------------------------------------------------- | ---------------- | ----------------------------------- | --------------------------------------------------------- |
| 2018 | Shakespeare Enamorado                              | Sam/Julieta      | Teatro Colón de Bogotá              | Teatro Colón de Bogotá                                    |
| 2017 | Los Autores Materiales                             | Sebastián        | Fundación La Maldita Vanidad Teatro | La Maldita Vanidad Teatro                                 |
| 2017 | Shakespeare Enamorado                              | Sam/Julieta      | Teatro Colón de Bogotá              | Teatro Colón de Bogotá                                    |
| 2017 | Los Autores Materiales                             | Sebastián        | Fundación La Maldita Vanidad Teatro | Festival de las Artes FIA                                 |
| 2017 | Morir de amor. Segundo acto inevitable: Morir      | Luis Eduardo     | Fundación La Maldita Vanidad Teatro | Festival Internacional de Teatro de Caracas               |
| 2017 | Como quieres que te quiera                         | Milton           | Fundación La Maldita Vanidad Teatro | Festival Internacional de Teatro de Caracas               |
| 2017 | Los Autores Materiales                             | Sebastián        | Fundación La Maldita Vanidad Teatro | Festival de Artes Escénicas de Lima FAE                   |
| 2017 | Morir de amor. Segundo acto inevitable: Morir      | Dieguito         | Fundación La Maldita Vanidad Teatro | Festival Internacional Santiago a Mil                     |
| 2016 | El amor de las luciérnagas                         | Rómulo           | Fundación Teatro Nacional           | Teatro Nacional Fanny Mikey                               |
| 2015 | Trilogía Sobre Algunos Asuntos de Familia          | Sebastián-Milton | Fundación La Maldita Vanidad Teatro | Una Mirada al Mundo Teatro Valle-Inclán                   |
| 2015 | Matando el tiempo. Primer acto inevitable: Nacer   | Manuel           | Fundación La Maldita Vanidad Teatro | Mostra Internacional de Teatro de São Paulo MITsp         |
| 2015 | Morir de amor. Segundo acto inevitable: Morir      | Luis Eduardo     | Fundación La Maldita Vanidad Teatro | Mostra Internacional de Teatro de São Paulo MITsp         |
| 2014 | Matando el tiempo. Primer acto inevitable: Nacer   | Manuel           | Fundación La Maldita Vanidad Teatro | Festival Iberoamericano de Teatro de Bogotá               |
| 2014 | Morir de amor. Segundo acto inevitable: Morir      | Luis Eduardo     | Fundación La Maldita Vanidad Teatro | Festival Iberoamericano de Teatro de Bogotá               |
| 2014 | Matando el tiempo. Primer acto inevitable: Nacer   | Manuel           | Fundación La Maldita Vanidad Teatro | Festival Internacional de Teatro de Manizales             |
| 2014 | 13 sueños o solamente uno atravesado por un pájaro | Adán             | Fundación Teatro Odeón Bogotá       | Festival Iberoamericano de Artes Cênicas de Santos MIRADA |
| 2014 | Morir de amor. Segundo acto inevitable: Morir      | Luis Eduardo     | Fundación La Maldita Vanidad Teatro | VIII Festival Internacional de Teatro de Santo Domingo    |
| 2013 | Morir de amor. Segundo acto inevitable: Morir      | Luis Eduardo     | Fundación La Maldita Vanidad Teatro | Festival Internacional de Teatro de Manizales             |

## Premios y nominaciones

### Premios Macondo
| Año  | Categoría              | Película              | Resultado |
| ---- | ---------------------- | --------------------- | --------- |
| 2022 | Mejor actor de reparto | La noche de la bestia | Nominado  |
| 2021 | Mejor actor Principal  | Nowhere               | Nominado  |

### Premios Tvynovelas
| Año  | Categoría                            | Proyecto   | Resultado |
| ---- | ------------------------------------ | ---------- | --------- |
| 2016 | Mejor actor de reparto de telenovela | Dulce Amor | Nominado  |